# Cabiao
Cabiao là một đô thị hạng 2 ở tỉnh Nueva Ecija, Philippines. Theo điều tra dân số năm 2007, đô thị này có dân số 68.382 người trong 11.655 hộ.
Cabiao tọa lạc giữa San Isidro và Arayat, Pampanga, tây bắc là Concepcion Tarlac.

## Barangay
Cabiao được chia thành 23 barangay.
| - Bagong Buhay ("Lote") - Bagong Sikat - Bagong Silang - Concepcion - Entablado - Maligaya - Natividad North (Pob.) - Natividad South (Pob.) - Palasinan - San Antonio ("Pantalan") - San Fernando Norte - San Fernando Sur | - San Gregorio - San Juan North (Pob.) - San Juan South (Pob.) - San Roque - San Vicente - Santa Rita - Sinipit - Polilio - San Carlos - Santa Isabel - Santa Ines - Palasinan |